# Herbert Baddeley
Herbert Baddeley (11. januar 1872 i Bromley, England – 20. juli 1931 i Cannes, Frankrig) var en britisk tennisspiller og den yngste af Baddeley-tvillingerne.
I 1891 og 1894–1896 vandt han sammen med sin tvillingebror Wilfred herredoubletiteln i Wimbledon fire gange. Da Wilfred blev besejret i udfordringsrunden i herresingle i Wimbledon i 1896, trak de sig tilbage som tennisspillere for at koncentrere sig om dere jurakarrierer.
I februar 1895 blev brødrene optaget som sagførere i London. De kom med i familiefirmaet i Leadenhall Street, der var grundlagt af deres oldefar i 1790, hvor deres onkel Thomas og deres far E.P. Baddeley allerede arbejdede. Brødrene forblev partnere i firmaet indtil 1919, hvor de lod sig pensionere og overlod opgaven med at føre firmanavnet videre til deres fætter, Cyril Baddeley.

## Grand slam-finaler i herredouble (6)

### Sejre (4)
| År   | Mesterskab | Makker             | Finalemodstander                 | Finalescore             |
| ---- | ---------- | ------------------ | -------------------------------- | ----------------------- |
| 1891 | Wimbledon  | Wilfred Baddeley   | Joshua Pim Frank Stoker          | 6-1, 6-3, 1-6, 6-2      |
| 1894 | Wimbledon  | Wilfred Baddeley   | Harold Barlow Charles Martin     | 5-7, 7-5, 4-6, 6-3, 8-6 |
| 1895 | Wimbledon  | Wilfred Baddeley   | Ernest Lewis Herbert Wilberforce | 8-6, 5-7, 6-4, 6-3      |
| 1896 | Wimbledon  | } Wilfred Baddeley | Reginald Doherty Harold Nisbet   | 1-6, 3-6, 6-4, 6-2, 6-1 |

### Nederlag (2)
| År   | Mesterskab | Makker           | Finalemodstander                  | Finalescore        |
| ---- | ---------- | ---------------- | --------------------------------- | ------------------ |
| 1892 | Wimbledon  | Wilfred Baddeley | Ernest Lewis Harold Barlow        | 6-4, 2-6, 6-8, 4-6 |
| 1897 | Wimbledon  | Wilfred Baddeley | Reginald Doherty Lawrence Doherty | 4-6, 6-4, 6-8, 4-6 |